# January Suchodolski
January Suchodolski (19. září 1797, Hrodno – 20. března 1875, Bojmie) byl polský malíř a armádní důstojník narozený na území dnešního Běloruska. Proslul obrazy bitev a válek. Ceněna byla zvláště jeho vyobrazení koní.

## Život
Jeho bratr Rajnold Suchodolski se stal básníkem. January vstoupil v roce 1810 do varšavského kadetního sboru. V roce 1812 stál na stráži v hotelu Angielski ve Varšavě, když tam Napoleon pobýval během svého ústupu od Moskvy.  V roce 1823 se stal pobočníkem Wincentyho Krasińského, bývalého důstojníka Napoleonovy armády, který v té době sloužil u Královského pluku granátnické gardy. Díky Krasińského konexím získal Suchodolski přístup do palácových uměleckých galerií a seznámil se s vojenskými malbami, zejména s obrazy Horace Verneta. Získal také přístup do předních polských uměleckých a intelektuálních kruhů, kde se sblížil s Julianem Ursynem Niemcewiczem, Antonim Edwardem Odyniecem ad. V tomto období začal malovat obrazy s vojenskou tematikou, zejména bitvy z Kościuszkova povstání a napoleonských válek.
V roce 1830 se Suchodolski a jeho bratr Rajnold zúčastnili listopadového povstání. January bojoval v první bitvě u Waweru, v bitvě u Olszynky Grochowské a v bitvě u Iganie. Ve volném čase skicoval výjevy z bojů a portrétoval své kolegy. Po porážce povstání, při kterém jeho bratr Rajnold padl, odešel do Říma, kde se v letech 1832 až 1837 stal žákem Horace Verneta. Zde se stýkal se Zygmuntem Krasińskim, Juliuszem Słowackim, Bertelem Thorvaldsenem, Johannem Friedrichem Overbeckem nebo Peterem von Corneliem. V roce 1837 se vrátil do Varšavy a v roce 1839 mu bylo nabídnuto členství v Carské akademii umění za obraz Obléhání Achalciche. Poté byl carem Mikulášem I. pověřen namalovat slavné bitvy ruské armády. Po návratu do Polska odešel v roce 1844 do Paříže. V roce 1852 se přestěhoval do Krakova, kde se seznámil s Wincenty Polem. Vytvořil několik ilustrací pro Polovu sbírku básní Mohorta. V roce 1860 se Suchodolski stal členem výboru Společnosti pro podporu výtvarného umění a pomohl založit Muzeum výtvarných umění ve Varšavě.